# Cybianthus magnus
Cybianthus magnus (Mez) Pipoly – gatunek roślin z rodziny pierwiosnkowatych (Primulaceae). Występuje naturalnie w Kolumbii, Wenezueli, Ekwadorze oraz Peru. 

## Morfologia
PokrójZimozielony krzew, epifit.
LiścieBlaszka liściowa jest skórzasta i ma podługowato eliptyczny kształt. Mierzy 7 cm długości oraz 2 cm szerokości, jest całobrzega, ma stłumioną i ostry wierzchołek. Ogonek liściowy jest owłosiony i ma 9–10 mm długości.
KwiatyZebrane w gronach o długości 5 cm, wyrastających z kątów pędów.
OwocPestkowce mierzące 2 mm średnicy, o niemal kulistym kształcie.

## Biologia i ekologia
W Kolumbii występuje w Andach na wysokości od 900 do 3000 m n.p.m.

## Zmienność
W obrębie tego gatunku oprócz podgatunku nominatywnego wyróżniono jeden podgatunek:
- C. magnus subsp. assymmetricus (Mez) Pipoly